# Brigueil-le-Chantre
Brigueil-le-Chantre är en kommun i departementet Vienne i regionen Nouvelle-Aquitaine i västra Frankrike. Kommunen ligger i kantonen La Trimouille som tillhör arrondissementet Montmorillon. År 2022 hade Brigueil-le-Chantre 460 invånare.

## Befolkningsutveckling
Antalet invånare i kommunen Brigueil-le-Chantre
| Referens: INSEE |